# Еникьой (дем Амфиполи)
 Тази статия е за селото край Амфиполи в дем Амфиполи, Гърция.  За други населени места с това име вижте Еникьой.  За античния град вижте Амфиполис.
Еникьой (на гръцки: Αμφίπολη, старо Νεοχώρι, Неохори) е село, част от дем Амфиполи, Гърция.

## География
Селото е разположено край останките на едноименния древногръцки град Амфиполис.

## История

### В Османската империя
Гръцка статистика от 1866 година показва Еникьой (Γενί-κιόϊ) като село със 175 жители гърци. Александър Синве („Les Grecs de l’Empire Ottoman. Etude Statistique et Ethnographique“), който се основава на гръцки данни, в 1878 година пише, че в Йеникьой (Yéni-keuy) живеят 360 гърци. В „Етнография на вилаетите Адрианопол, Монастир и Салоника“, издадена в Константинопол в 1878 година и отразяваща статистиката на населението от 1873 година Йени кьой (Yéni-keuï) е посочено като село с 52 домакинства и 180 жители гърци. В 1889 година Стефан Веркович („Топографическо-этнографическій очеркъ Македоніи“) отбелязва Ени-Кіой като село с 35 гръцки къщи и пише:
| „ | Ени Кьой, християнско село; има 1 църква. Отглежданият тук тютюн е от най-хубавия вид. Жителите са гърци; от града е отдалечено на 5 часа разстояние. | “ |

Към 1900 година според статистиката на Васил Кънчов („Македония. Етнография и статистика“), населението на Еникьой брои 230 гърци.

### В Гърция
Вследствие на Балканските войни в 1912 – 1913 година селото попада в Гърция.
| Име         | Име         | Ново име   | Ново име   | Описание                                              |
| ----------- | ----------- | ---------- | ---------- | ----------------------------------------------------- |
| Али Пасадес | Άλή Πασάδες | Капетаниос | Καπετάνιος | възвишение в Кушница ЮИ от Еникьой                    |
| Кара баир   | Καρά Μπαΐρ  | Мавровуни  | Μαυροβούνι | възвишение в Кушница (386 m) И от Еникьой             |
| Бартина     | Μπαρτίνα    | Клефтис    | Κλέφτης    | възвишение в Кушница ИСИ от Еникьой                   |
| Дегли тепе  | Δεγλή Τεπέ  | Трелос     | Τρελλός    | възвишение ССИ от Еникьой и Ю от Нова Локвица (132 m) |